# Tropická bouře Barry (2007)
Tropická bouře Barry vznikla u mexického poloostrova Yucatán na začátku června 2007. Byla v pořadí druhou bouří Atlantické hurikánové sezóny 2007. Maximální rychlost větru byla 95 km/h a nejnižší tlak byl 997 mb/hPa. 5. června dorazila na východní pobřeží Spojených států a ten den se poprvé vyskytly silné bouřky.
V provincii Pinar del Río na ostrově Kuba zranila 3 osoby a zničila 55 domů. Na Floridě zabily povodně a mokré silnice dvě osoby a v Pinellas County na moři zahynul jeden člověk. Na druhou stranu tropická bouře ukončila období sucha a pomohla hasičům uhasit ničivé požáry.

## Historie bouře

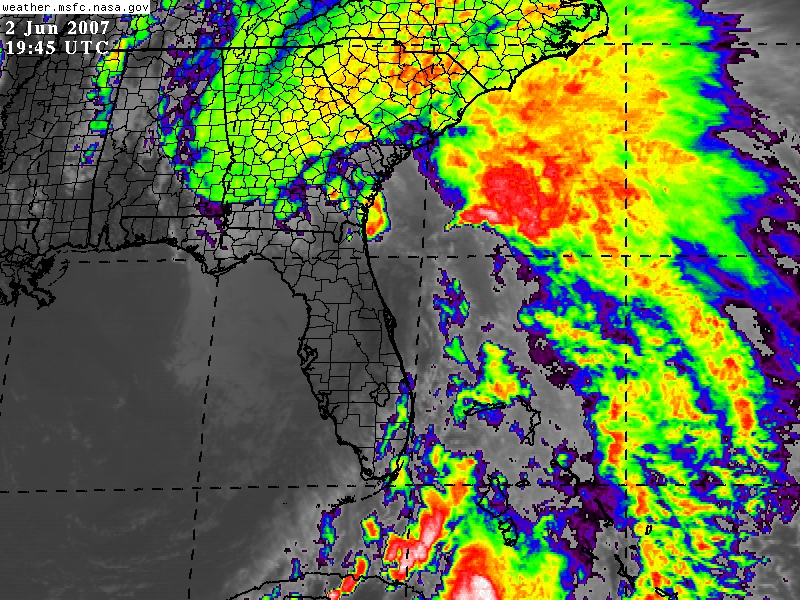
Barry jako mimotropická cyklóna u pobřeží Floridy

29. května 2007 vytvořila u Yucatánu brázda nízkého tlaku vzduchu malý prostor proudění tepla kolem Yucatánského průlivu. Během dne a noci se z ní stala bouře a ta začala postupovat od Nikaragui směrem na jihovýchod k Mexického zálivu. Další den se uvnitř systému začaly tvořit cyklony a došlo k přesunu na severo-severovýchod. a pomalému nabírání na síle. Další proudění tepla vznikala poblíž centra a v systému vznikla tropická deprese. Když se začaly objevovat náhlé silné bouře s větrem a deštěm, začali o tomto klimatickém jevu zjišťovat podrobnosti lovci hurikánů. 1. června dal National Hurricane Center bouři jméno tropická bouře Barry. Barry tehdy byla 375 km na západ od Key West na Floridě.. Bouře v té době postupovala rychle na sever. 2. června vítr dosáhl největší rychlosti, 95 km/h.
Dne 2. června ve 14.00 UTC se bouře, ve stavu tropické deprese, dostala na pobřeží poblíž města Tampa na Floridě. Poté se dostala do vnitrozemí a čím dál víc oslabovala. Později téhož dne National Hurricane center oznámil, že Barry míří směrem na severovýchod Floridy. 3. června se dostala do jižní Karolíny. Pak se bouře držela těsně u břehu a 4. června vstoupila, jako mimotropická cyklóna do Nové Anglie. 5. června opustila území Spojených států a vnikla do Québecu v Kanadě.

## Dopad

### Karibik
V Salvadoru spadlo během deseti hodin 70 mm srážek. V provincii Sancti Spíritus na Kubě spadlo až 305 mm srážek. Další oblasti hlásily nejvíce 100 mm srážek, které v níže položených oblastech způsobily záplavy. Město Guane bylo poté, co byly zaplaveny silnice, zcela odříznuto od světa. V důsledku povodní bylo evakuováno na 2000 lidí. V provincii Pínar Del Río vytvořila předchůdkyně Barryho 4 tornáda, která zranila 3 osoby a zničila 55 domů.

### USA
| Srážky v USA Úhrn srážek (mm) v lokalitách |       |
| West Palm Beach, Florida                   | 178,0 |
| Mount Vernon, Georgie                      | 203,0 |
| Near Hardeeville, Severní Karolína         | 156,0 |
| Fuquay-Varina, Jižní Karolína              | 94,7  |
| Pennington Gap, Virginia                   | 95,3  |
| Frostburg, Maryland                        | 43,2  |
| Dover Delaware                             | 39,1  |
| Filadelfie Pensylvánie                     | 42,2  |
| Absecon, New Jersey                        | 114,0 |
| Central Park, New York                     | 99,3  |
| Berlin, Connecticut                        | 73,7  |
| Taunton Massachusetts                      | 81,0  |
| Burrillville, Rhode Island                 | 78,7  |
| Newmarket, New Hampshire                   | 69,9  |
| Saco, Maine                                | 67,1  |

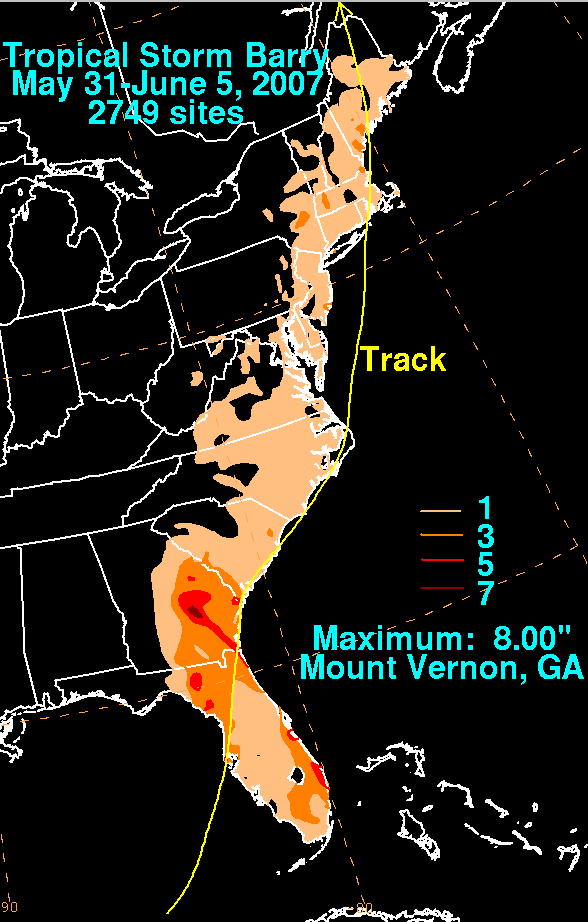
Srážková mapa Barryho

Na Floridě se Barry projevila především silnými dešti; nejvíce srážek (178 mm) spadlo na Palm Beach International Airport. Některé další lokality hlásily přes 75 mm. Kladnou stránkou bouře bylo, že déšť zastavil období sucha. V Brevard County Barry vyplavila spoustu půdy a vytvořila díry v silnicích. Jen na dálnici 95, poblíž Lake Worth, kvůli nim musely být uzavřeny dva jízdní pruhy. Mokré silnice na Floridě způsobily několik dopravních nehod, ovšem smrtelné byly jen v okresech Brevard a Volusia. Největší dopravní nehoda zapříčiněná počasím, která poškodila přímo silnici, byla na Interstate 44, kde kamion dostal smyk a protrhl ochranné zábradlí.
U Clearwater Beach vichřice způsobila malou erozi pláže a záplavy v okolí Tampy Bay a smrt jedné ženy v Indian Shores.
Barry vytvořil u jihovýchodního pobřeží vítr o rychlosti až 76 km/h. Vítr lámal stromy a způsobil mnoho závad. V Carrolwoodu byl zraněn jeden člověk, když přímo na jeho dům spadl strom. Bouře vytvořila několik tornád, která způsobila mnoho škod především na elektrickém vedení.
V Georgii spadlo ve městě Mount Vernon 203 mm srážek. Srážky pomohly hasičům uhasit lesní požáry, které zuřily v jižní části státu, a umožnily odpočinek tisícům lidí, kteří se požáry snažili uhasit více než měsíc. Deště ovšem způsobily několik malých záplav a ve městě Savannah došlo jejich vlivem i k několika dopravním nehodám.